# James Paterson

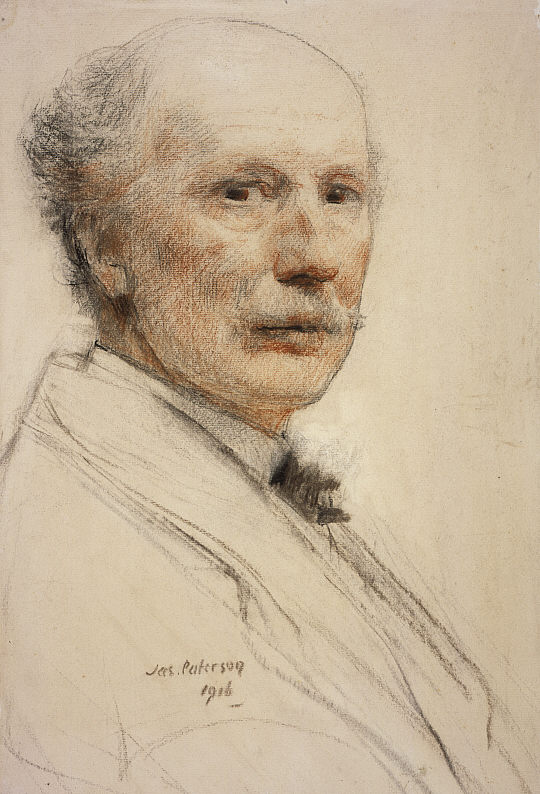
James Paterson, självporträtt.

James Paterson, född den 21 augusti 1854 i Blantyre, död den 25 januari 1932 i Edinburgh, var en skotsk målare.
Paterson var en av de främsta representanterna för Glasgowskolan under 1800-talets sista årtionden. Georg Nordensvan beskriver honom i Nordisk familjebok som en "förkämpe för modern naturåskådning, samlad kraft i tolkandet af en stämning och färgskalans dekorativa harmoni." Vidare skriver han: "P:s landskap äro känsligt stämda, naturintrycket fördjupadt, starkt och äkta, koloriten fyllig och klangfull."